# Танатарци
Танатарци (мкд. Танатарци) су насеље у Северној Македонији, у средишњем делу државе. Танатарци су село у саставу општине Штип.

## Географија
Танатарци су смештени у средишњем делу Северне Македоније. Од најближег града, Штипа, насеље је удаљено 18 km јужно.
Насеље Танатарци се налази у историјској области Јуруклук. То је побрђе које чини западну претходницу планине Плачковице. Јужно од насеља тече речица Крива Лакавица. Надморска висина насеља је приближно 580 метара.
Месна клима је умерено континентална.

## Становништво
Танатарци су према последњем попису из 2002. године имали 8 становника.
Већинско становништво су етнички Македонци (100%).
Претежна вероисповест месног становништва је православље.